# Пайк (округ, Міссурі)
Шаблон:StateAbbr_ 39°20′ пн. ш. 91°10′ зх. д. / 39.34° пн. ш. 91.17° зх. д.
Округ  Пайк (англ. Pike County) — округ (графство) у штаті Міссурі, США. Ідентифікатор округу 29163.

## Історія
Округ утворений 1818 року.

## Демографія
За даними перепису 
2000 року 
загальне населення округу становило 18351 осіб, зокрема міського населення було 9157, а сільського — 9194.
Серед мешканців округу чоловіків було 9978, а жінок — 8373. В окрузі було 6451 домогосподарство, 4477 родин, які мешкали в 7493 будинках.
Середній розмір родини становив 3,01.
Віковий розподіл населення поданий у таблиці:
| Стать    | До 15 років | 15-21 | 22-29 | 30-39 | 40-49 | 50-65 | 65-85 | Понад 85 |
| -------- | ----------- | ----- | ----- | ----- | ----- | ----- | ----- | -------- |
| Чоловіки | 1791        | 985   | 1285  | 1685  | 1557  | 1508  | 1047  | 120      |
| Жінки    | 1708        | 741   | 663   | 1068  | 1167  | 1447  | 1263  | 316      |

## Суміжні округи
- Пайк, Іллінойс — північний схід
- Калгун, Іллінойс — схід
- Лінкольн — південь
- Монтгомері — південний захід
- Одрейн — захід
- Роллс — північний захід

## Виноски
1. ↑  U.S. Decennial Census. United States Census Bureau. Архів оригіналу за 4 квітня 2018. Процитовано 18 листопада 2014.
2. ↑  Historical Census Browser. University of Virginia Library. Архів оригіналу за 11 серпня 2012. Процитовано 18 листопада 2014.
3. ↑  Population of Counties by Decennial Census: 1900 to 1990. United States Census Bureau. Архів оригіналу за 3 грудня 2014. Процитовано 18 листопада 2014.
4. ↑  Census 2000 PHC-T-4. Ranking Tables for Counties: 1990 and 2000 (PDF). United States Census Bureau. Архів оригіналу (PDF) за 18 грудня 2014. Процитовано 18 листопада 2014.
5. ↑  State & County QuickFacts. United States Census Bureau. Архів оригіналу за 7 червня 2011. Процитовано 12 вересня 2013.(англ.) Наведено за англійською вікіпедією.
6. ↑  American FactFinder. Бюро перепису населення США. Архів оригіналу за 26 лютого 2012. Процитовано 31 січня 2008.

| США | Це незавершена стаття з географії США. Ви можете допомогти проєкту, виправивши або дописавши її. |